# アンナとシャム王 (小説)
アンナとシャム王 (英語: Anna and the King of Siam) は、マーガレット・ランドンによる1944年の半フィクションの伝記小説。日本では未発売。
1860年代初頭、子供2人を抱えて未亡人となったアナ・リオノウンズはラーマ4世より妻子に英語およびイギリスの習慣を教えてくれるようシャム（現タイ王国）に招聘された。5年間のシャムでの経験は全2巻の回顧録『The English Governess at the Siamese Court（英国婦人家庭教師とシャム宮廷）』(1870年)、『Romance of the Harem （ハーレムでのロマンス）』(1872年)にまとめられた。
ランドンは彼女の手記を元にリオノウンズを一人称としシャム人やシャムの文化については他の資料から集めて誇張を加えた。何十か国語に翻訳され、派生した映像作品が少なくとも5作品製作されている:
- アンナとシャム王 Anna and the King of Siam (1946年、映画)
- 王様と私 The King and I (1951年、ミュージカル)
- 王様と私 The King and I (1956年、ミュージカル映画)
- アンナと王様 Anna and the King (1972年、連続テレビ・ドラマ)
- 王様と私 The King and I (1999年、ミュージカル・アニメ映画)

出版当時、『ニューヨーク・タイムズ』紙は「あまり聞いたことのないエキゾチックな歴史を簡単に知ることができる」と記した。月刊『ザ・アトランテック』誌は「魅力的な作品である。作家は知識に上品さをのせ、素晴らしい物語にはユーモアと理解心が込められている」と記した。

## ラジオ化
1949年9月15日、『ホールマーク・プレイハウス』の中でデボラ・カー主演の30分番組『アンナとシャム王』が放送された。